# Franz Peter Wirth
Franz Peter Wirth (ur. 22 września 1919 w Monachium, zm. 17 października 1999 w Bergu) – niemiecki reżyser filmowy i scenarzysta. Jego film Żołnierz i bohater był nominowany do Oscara dla najlepszego filmu nieanglojęzycznego w 1958 roku.

## Wybrana filmografia
- Żołnierz i bohater (Helden, 1958)
- Hamlet, Prinz von Dänemark (1961)
- Bis zum Ende aller Tage (1961)
- Bekenntnisse eines möblierten Herrn (1963)
- Ein Mann im schönsten Alter (1964)
- Die rote Kapelle (1972)
- Oh Jonathan – oh Jonathan! (1973)
- Wallenstein (1978)
- Buddenbrookowie  (Die Buddenbrooks, 1979)
- Ein Stück Himmel (1982)